# Cribella
Cribella is een mosdiertjesgeslacht uit de familie van de Bitectiporidae en de orde Cheilostomatida

## Soorten
- Cribella nova Jullien & Calvet, 1903
- Cribella strophiae Canu & Bassler, 1927

Niet geaccepteerde soort:
- Cribella triangulata Canu & Bassler, 1928 → Calyptotheca triangulata (Canu & Bassler, 1928)